# Veliki Preslav
Veliki Preslav (în bulgară Велики Преслав) este un oraș în partea de est a Bulgariei. Aparține de  Obștina Veliki Preslav, Regiunea Șumen.

## Istorie
Preslav a fost cea de a doua capitală a Țaratului Bulgar (893-972). Biserica rotundă din Preslav este un monument de artă medievală.

## Demografie
Componența etnică a orașului Veliki Preslav
     Turci (13,04%)
     Bulgari (67,45%)
     Romi (7,7%)
     Nicio identificare (11,38%)
     Altele (0,4%)
La recensământul din 2011, populația orașului Veliki Preslav era de 7.694 locuitori. Din punct de vedere etnic, majoritatea locuitorilor (67,45%) erau bulgari, existând și minorități de turci (13,04%) și romi (7,7%). Pentru 11,38% din locuitori nu este cunoscută apartenența etnică.